# Ulrich Jung

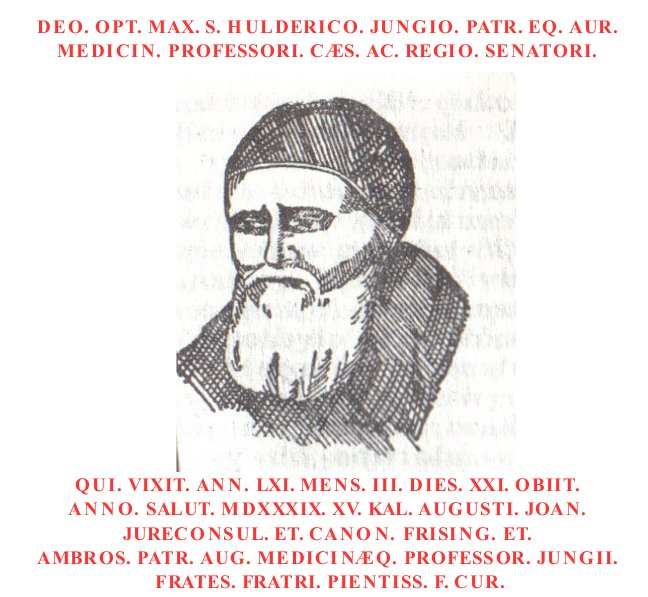
Ulrich Jung oraz treść epitafium z płyty nagrobnej

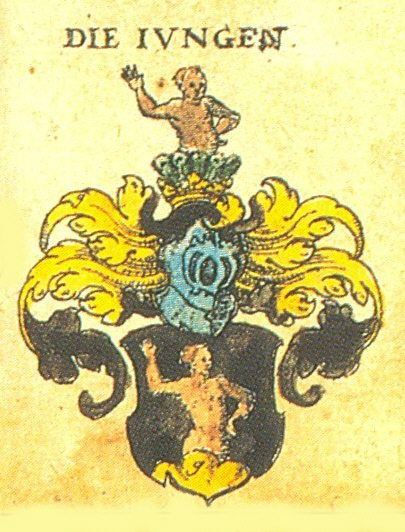
Herb Ulricha Junga

Ulrich Jung (ur. 1478 w Ulm zm. 1539 w Augsburgu) – niemiecki humanista, lekarz, doktor nauk medycznych, wykładowca, hebraista, patrycjusz i szlachcic, współautor rozprawy o chorobach zakaźnych.
Wychowywał się w rodzie znanych augsburskich medyków, humanistów, wykładowców oraz patrycjuszy. Jego ojcem był Johann Jung (1425-1505), bratem Ambrosius Jung senior (1471-1548).
Ukończył medycynę we Freiburgu w 1493. Od 1495 wraz z bratem studiował w Tübingen. Następnie udał się na dalsze studia do Włoch.
Od 1507 został lekarzem miejskim Augsburga oraz cesarskim radcą. Za swoją służbę na cesarskim dworze otrzymał wynagrodzenie w wysokości 6000 florenów. Leczył wraz z bratem najznamienitszych przedstawicieli patrycjatu i możnowładztwa, m.in.: Antona Fuggera.
W 1520 przez cesarza Karola V podniesiony do stanu szlacheckiego, od 1538 wchodził w skład augsburskiego patrycjatu. Związany z Collegium Medicum, w którym wykładał nauki medyczne. Zajmował się również hebraistyką, tłumaczył teksty biblijne na potrzeby kolegium teologicznego.
Wraz z bratem był współautorem dzieła: Conchisiones et propositiones universarum medicinam per genera com prehendentes, pracy o chorobach zakaźnych.
Współcześnie medyczne dokonania Urlicha Junga znane są dzięki pracom badawczym profesora Uniwersytetu we Freiburgu, Petera Assiona.